# Tharpu Chuli

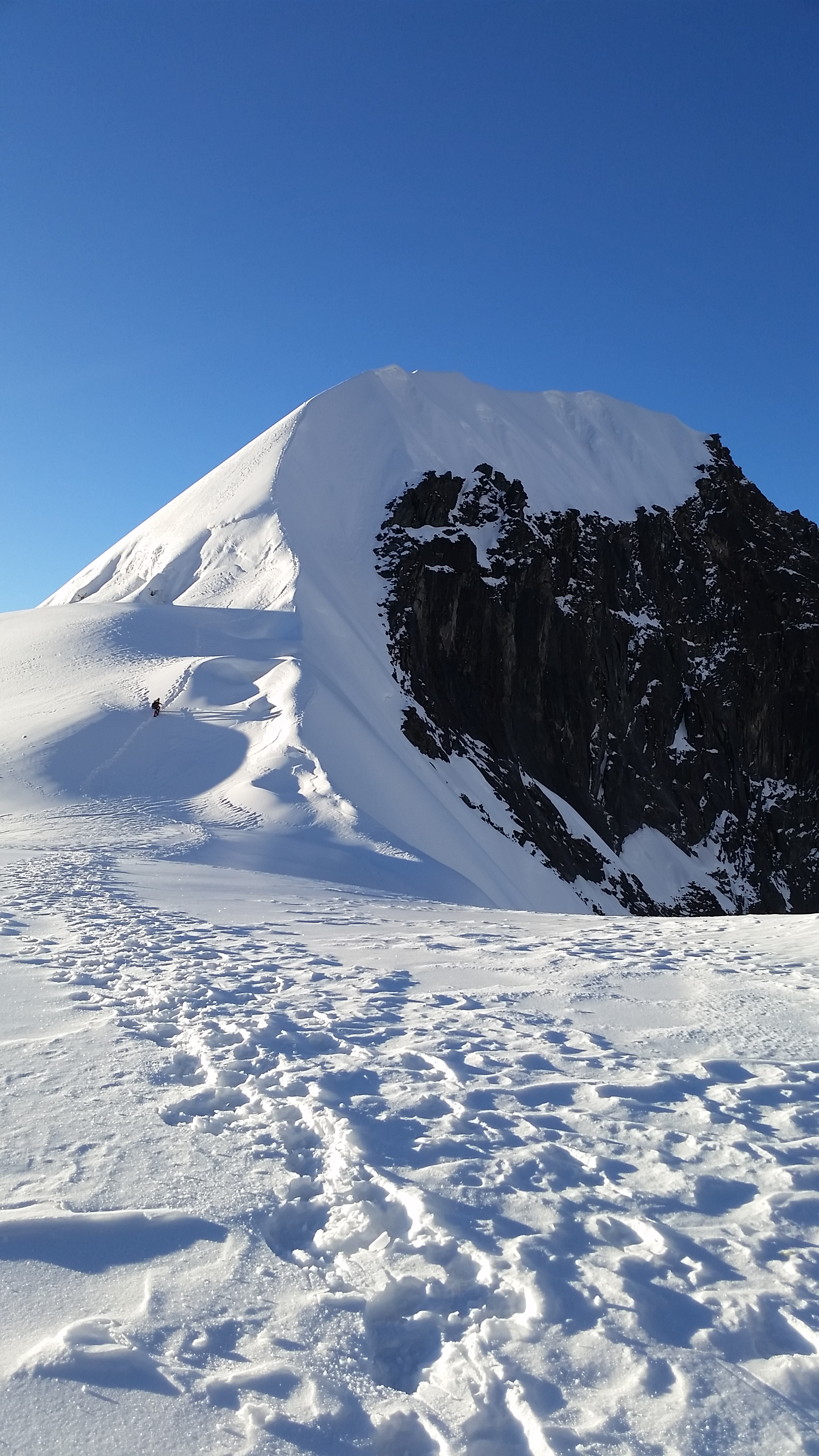

O Tharpu Chuli (Tent Peak) é uma montanha no centro do Nepal. Tem 5633 metros de altitude.